# Alexander Bruce, VI Lord Balfour di Burleigh
Alexander Hugh Bruce, VI Lord Balfour di Burleigh (Kennet, 13 gennaio 1849 – Londra, 6 luglio 1921) è stato un politico e banchiere scozzese.

## Biografia
Era il figlio di Robert Bruce, un deputato Tory per Clackmannan, e da sua moglie, Jane Dalrymple Hamilton Fergussone. Studiò a Eton e all'Oriel College. Nel 1868, quattro anni dopo la morte del padre, l'affermazione di Robert Bruce al titolo nobiliare è stata riconosciuta dalla Camera dei lord, e così suo figlio è diventato Lord Balfour di Burleigh nel 1869.

## Carriera
Nel 1876 Balfour è stato eletto tra i pari rappresentanti scozzesi. Sei anni più tardi, è stato nominato un Commissario dell'Istruzione per la Scozia, e nel 1887 divenne Lord in Waiting durante il governo di Lord Salisbury. L'anno seguente, Lord Balfour fu Sottosegretario di Stato al Ministero del commercio, una posizione che ha tenuto fino a quando i liberali tornarono al potere nel 1892, e per tre anni ha presieduto la Commissione di approvvigionamento idrico di Londra fino al suo ritorno al governo come Segretario di Stato per la Scozia nel 1895.
È stato Governatore della Bank of Scotland (1904-1921). Balfour è stato nominato Rettore dell'Università di Edimburgo (1896-1899) e dell'Università di St Andrews (1900-1921). È stato Presidente della Conferenza Missionaria Mondiale svoltasi a Edimburgo nel 1910. Nel 1916 è stato nominato presidente della commissione per la politica industriale commerciale. Divenne un membro del Consiglio del Principe di Galles nel 1908.

## Matrimonio
Sposò, il 21 novembre 1876, Lady Katherine Eliza Gordon (16 ottobre 1852-28 febbraio 1931), figlia di George Hamilton-Gordon, V conte di Aberdeen. Ebbero cinque figli:
- Mary Bruce (24 agosto 1877-18 febbraio 1957), sposò John Augustus Hope, ebbero quattro figli;
- Jean Hamilton Bruce (18 marzo 1879-15 gennaio 1939);
- Robert Bruce (25 settembre 1880-26 agosto 1914);
- George Bruce, VII Lord Balfour di Burleigh (18 ottobre 1883-4 giugno 1967);
- Victoria Alexandrina Katherine Bruce (13 settembre 1898-25 novembre 1951).

## Morte
Morì il 6 luglio 1921, a Cadogan Square, a Londra.